# Torre del Pegol
La torre del Pegol (torre del popolo o torre del mercato) è un edificio in pietra alto circa 54 metri, annesso al palazzo Broletto in piazza Paolo VI a Brescia.

## Storia
Non si conosce con esattezza né la data né l'origine di questa costruzione medievale, ma si trovano alcune tracce in alcuni manoscritti del XII secolo, in cui si sottolinea la particolare resistenza dell'edificio, che resistette ad un violento terremoto del 1222, di magnitudo 6.05, che provocò circa 20.000 morti.
Nel 1178 ai suoi piedi nacque la Laubia lignorum, prima sede del governo della città di Brescia, mentre nel 1235 venne innalzata la nuova Campana Militum, campana in bronzo che fungeva da richiamo per le truppe cittadine in caso di attacco nemico; dal 1434, sotto la dominazione veneziana, fino ad inizi dell'Ottocento, vennero ordinate numerose e continue ristrutturazioni del campanile e della campana, che ne modificarono in parte la struttura.
A seguito di queste ristrutturazioni venne sostituito anche l'antichissimo orologio che scandiva il tempo cittadino, di cui non si ha più alcuna traccia, e l'antica campana, di circa 800 Kg, che venne fusa per ricavarne quattro più piccole, tutt'oggi presenti nella sommità della torre.
Durante le dieci giornate di Brescia, mentre gli adulti combattevano sulle barricate, erano i bambini a suonare le campane della torre, come  ricordato dal poeta bresciano Angelo Canossi.
La torre si compone di quattro livelli ben visibili. Il primo, al piano terra, è formato da un grande basamento in pietra bianca di Botticino. Il secondo livello è percorso longitudinalmente da uno stretto tunnel di due metri, mentre il terzo livello, che rientra ancora nelle alte muraglie dell'antico palazzo, è collegato al quarto ed ultimo livello da una scala interna, modificata poi nel XVI secolo ad opera di Dionisio Bolda, in uno scalone elicoidale.
Dopo alcune ristrutturazioni moderne, la torre è tornata visitabile dalla cittadinanza nel 2007.